# Bella Rosenfeld
Bella Rosenfeld Chagall (en ruso,  Бэлла Розенфельд-Шагал, Vitebsk, 1895, - Nueva York, 2 de septiembre  de 1944) fue una escritora rusa, esposa del pintor Marc Chagall y modelo en muchas de sus obras.
Nació en la actual Bielorrusia, por aquel entonces Imperio ruso, en una familia de ricos joyeros judíos. Conoció a Marc Chagall en 1909 cuando era aprendiz de Léon Bakst. Chagall escribiría más tarde que su amor comenzó con el primer vistazo para seguir treinta y cinco años. Se casaron en 1915 y se instalaron en Petrogrado, donde nacería su hija Ida al año siguiente. En 1918, volvieron a Vitebsk, en 1922 pasaron por Lituania, Alemania y finalmente se instalaron en Francia en 1924, en París, y más tarde en el sur en 1939. En 1941, con la Ocupación, se instalaron en Marsella y más tarde en Estados Unidos, donde falleció en Nueva York de una infección viral. En 1946, su esposo publicó su libro más célebre, Las luces iluminadas.

## Obras
- Las luces iluminadas
- Primer encuentro